# Dermatan 4-sulfotransferaza
Dermatan 4-sulfotransferaza (EC 2.8.2.35, dermatan-specifična N-acetilgalaktozamin 4-O-sulfotransferaza, dermatan-4-sulfotransferaza-1, dermatan-4-sulfotransferaza 1, D4ST-1, dermatan N-acetilgalaktozamin 4-O-sulfotransferaza, CHST14 protein, CHST14) je enzim sa sistematskim imenom 3'-fosfo-5'-adenilil sulfat:(dermatan)-N-acetil--galaktozamin 4-sulfotransferaza. Ovaj enzim katalizuje sledeću hemijsku reakciju
3'-fosfo-5'-adenilil sulfat + [dermatan]--acetil--galaktozamin {\displaystyle \rightleftharpoons } adenozin 3',5'-bisfosfat + [dermatan]-4-O-sulfo-N-acetil--galaktozamin
Sulfacija se odvija u 4-pozicija N-acetil--galaktozaminskih ostataka dermatana.

## Literatura
- Nicholas C. Price; Lewis Stevens (1999). Fundamentals of Enzymology: The Cell and Molecular Biology of Catalytic Proteins (Third изд.). USA: Oxford University Press. ISBN 019850229X.
- Eric J. Toone (2006). Advances in Enzymology and Related Areas of Molecular Biology, Protein Evolution (Volume 75 изд.). Wiley-Interscience. ISBN 0471205036.
- Branden C; Tooze J. Introduction to Protein Structure. New York, NY: Garland Publishing. ISBN 0-8153-2305-0.
- Irwin H. Segel. Enzyme Kinetics: Behavior and Analysis of Rapid Equilibrium and Steady-State Enzyme Systems (Book 44 изд.). Wiley Classics Library. ISBN 0471303097.

## Spoljašnje veze
- Dermatan+4-sulfotransferase на 